# Journées de Soleure
Ne doit pas être confondu avec Journées littéraires de Soleure.

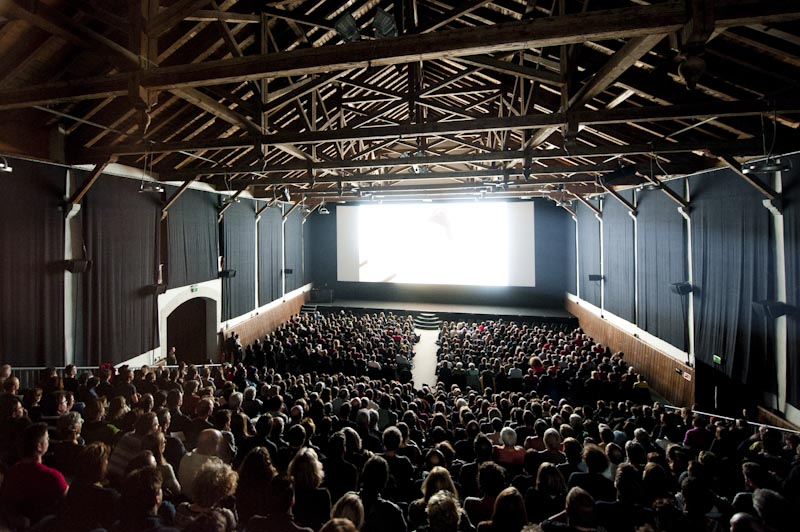
Journées de Soleure

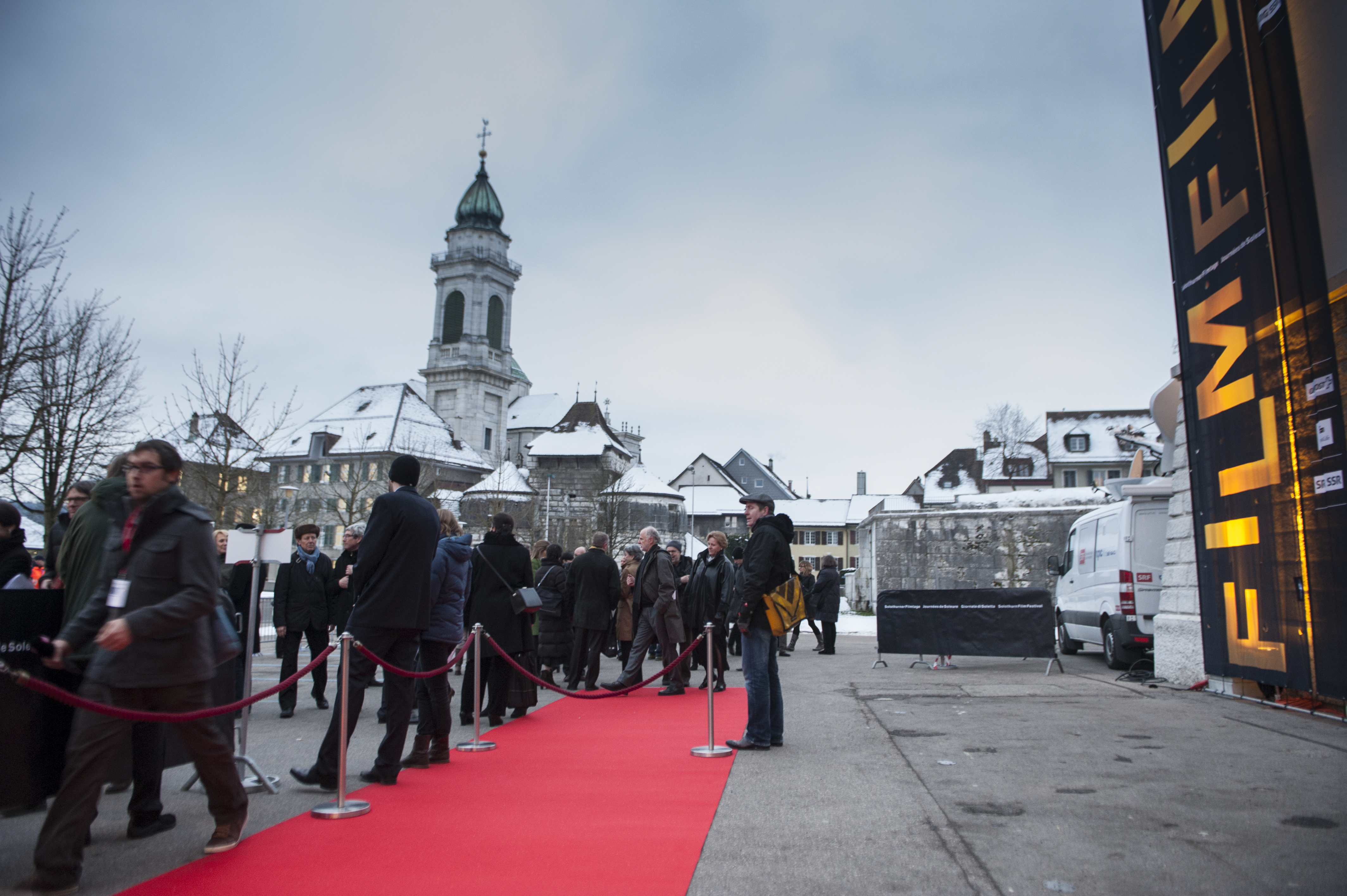
Reithalle, 2013

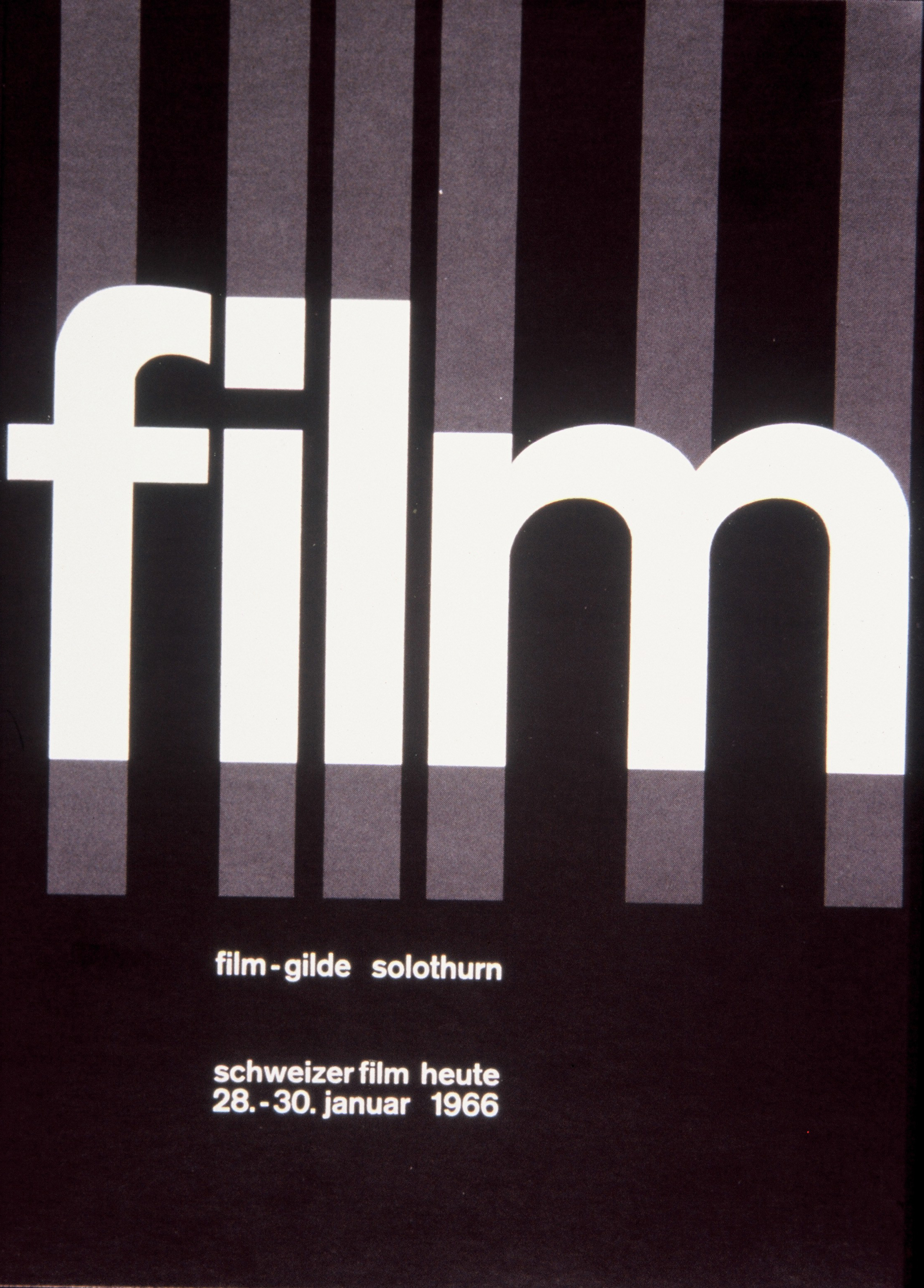
1re affiche des Journées de Soleure en 1966

Les Journées de Soleure sont le principal festival de cinéma consacré au cinéma suisse. Le festival se déroule toujours en début d'année dans la ville de Soleure.
Depuis 1966, elles proposent tous les ans une sélection représentative de fictions, documentaires et courts métrages suisses à l’enseigne de « Panorama Suisse ». Le public et les professionnels discutent des films présentés et de la culture cinématographique suisse à la faveur de tables rondes, séances d’information et débats contradictoires. Les Journées de Soleure accueillent chaque année plus de 65 000 spectateurs et sont l’un des événements culturels parmi les plus en vue de Suisse. En plus des deux sponsors principaux que sont désormais Swisscom et Swiss Life, la vitrine du cinéma suisse bénéficie du soutien de SRG SSR, principal partenaire média, ainsi que des pouvoirs publics et de nombreux autres sponsors.

## Historique
Les Journées de Soleure comptent parmi les plus anciens festivals de cinéma de Suisse et sont aussi le principal festival consacré au film suisse. En 1966, la Guilde du film de Soleure a organisé une réunion consacrée au « cinéma suisse aujourd’hui », dont le but était d’aider les jeunes réalisateurs indépendants à trouver de nouvelles idées et sources d’inspiration. La Société suisse des Journées de Soleure a été créée dans la foulée et a désormais organisé et organise toujours les Journées cinématographiques de Soleure.
Les Journées de Soleure célébreront bientôt leur 50e anniversaire. Elles n’ont pourtant connu que trois changements à la direction : Stephan Portmann a dirigé le festival depuis 1967 et a été remplacé par Ivo Kummer en 1987. Après la nomination d'Ivo Kummer au poste de chef de la section Cinéma de l’Office fédéral de la culture, Seraina Rohrer a pris la succession, avant de devenir en 2019 membre de la direction de la Fondation suisse pour la culture Pro Helvetia, où elle dirige le nouveau secteur innovation et société. Début août 2019, la réalisatrice et productrice Anita Hugi a repris la direction des Journées de Soleure,.
De 1998 à 2008, la ville de Soleure a en outre accueilli la cérémonie de remise du Prix du cinéma suisse. Depuis cette date, les titres des films et les noms des personnes nommés au Prix du cinéma suisse sont dévoilés aux Journées de Soleure (voir Nuit des nominations).
En 2017, les archives papier et photographiques des Journées cinématographiques de Soleure sont déposées à la Cinémathèque suisse.
En 2019, les Journées de Soleure ont lancé la première édition en ligne du cinéma suisse. «filmo» – c’est son nom – propose des œuvres clés sur des plateformes existantes de vidéo à la demande. L’édition est régulièrement complétée, elle offre des bonus et paraît en trois langues nationales. Ce projet pilote bénéficie de l’aide d’Engagement Migros, le fonds de soutien du groupe Migros.

## Programme

### Panorama Suisse
« Panorama Suisse » est le cœur battant des Journées de Soleure. Ce programme propose une sélection de nouveaux films suisses de tous genres et formats, provenant de toutes les régions linguistiques du pays. Documentaires, fictions, films expérimentaux, courts métrages, films d’animation et clips musicaux : la création cinématographique suisse y apparaît dans toute son ampleur et toute sa diversité.

### Rencontre
Tous les ans, le programme spécial « Rencontre » rend hommage à une personnalité du film suisse qui a derrière elle une œuvre importante et de haute qualité. C’est l’occasion de présenter au public un choix de films à la réalisation desquels cette personnalité a collaboré, de la rencontrer et de dialoguer avec elle, enfin de découvrir sa manière de travailler et de concevoir son métier.

#### Personnalités honorées
| Année | Personnalités honorées                   |
| ----- | ---------------------------------------- |
| 1996  | Alain Tanner                             |
| 1997  | Reni Mertens et Walter Marti             |
| 1998  | Claude Goretta                           |
| 1999  | Alexander J. Seiler                      |
| 2000  | Jacqueline Veuve                         |
| 2001  | T&C Film AG, Marcel Hoehn                |
| 2002  | Paul Riniker                             |
| 2003  | Pio Corradi                              |
| 2004  | Jean-Luc Bideau                          |
| 2005  | Bruno Ganz                               |
| 2006  | Maximilian Schell                        |
| 2007  | Renato Berta                             |
| 2008  | Walo Lüönd                               |
| 2009  | Léa Pool                                 |
| 2010  | Niki Reiser                              |
| 2011  | Ruth Waldburger                          |
| 2012  | Marthe Keller                            |
| 2013  | Silvio Soldini                           |
| 2014  | Peter Liechti                            |
| 2015  | 50 Jahre Solothurner Filmtage (Jubiläum) |
| 2016  | Ursina Lardi                             |
| 2017  | François Musy                            |
| 2018  | Christoph Schaub                         |
| 2019  | Bruno Todeschini                         |
| 2020  | Heidi Specogna                           |

### Focus
En 2012, les Journées de Soleure ont présenté pour la première fois un programme spécial baptisé « Focus », consacré à un thème particulier en lien avec l’actualité. Focus interroge le paysage audiovisuel d’aujourd’hui en Suisse et à l’étranger afin de découvrir de nouveaux modes narratifs et de nouvelles formes, atypiques, de production et d’exploitation. « Focus » a aussi donné lieu à une table ronde et un atelier, qui ont favorisé les échanges de vues entre les experts et le public.
| Année | Focus                                     |
| ----- | ----------------------------------------- |
| 2012  | Jenseits des Kinos                        |
| 2013  | Radikales Kino heute                      |
| 2014  | Haltung                                   |
| 2015  | Frische Zellen – Kollektive und Netzwerke |
| 2016  | Gut besetzt – Casting fürs Kino           |
| 2017  | Art mon amour – Kunst im Film             |
| 2018  | Hauptsache Drehbuch                       |
| 2019  | Mexiko im Zeichen des Films               |
| 2020  | Sous l’emprise des séries                 |

« Focus » est le prolongement de l’ancien programme « Invitation », placé sous le signe des échanges culturels et de la coopération avec les régions limitrophes de la Suisse. Dans les années 1960, l’invitation s’adressait à des réalisateurs étrangers. Le propos a été élargi dans les années 1990 avec des invitations lancées à des pays entiers, présentés à Soleure.

### Histoires du cinéma suisse
La section « Histoires du cinéma suisse » présente des œuvres choisies de l’histoire du cinéma suisse et a été notamment consacrée, dans le passé, au succès mondial de la caméra Bolex, aux films de voyage ou aux montagnes suisses qui ont servi de décors de films.

### Future Lab
L’évolution technologique favorise les formats audiovisuels qui tendent à dynamiter les limites du cinéma conventionnel. « Future Lab » offre une plateforme à des projets choisis abordant par exemple le thème de la réalité virtuelle.

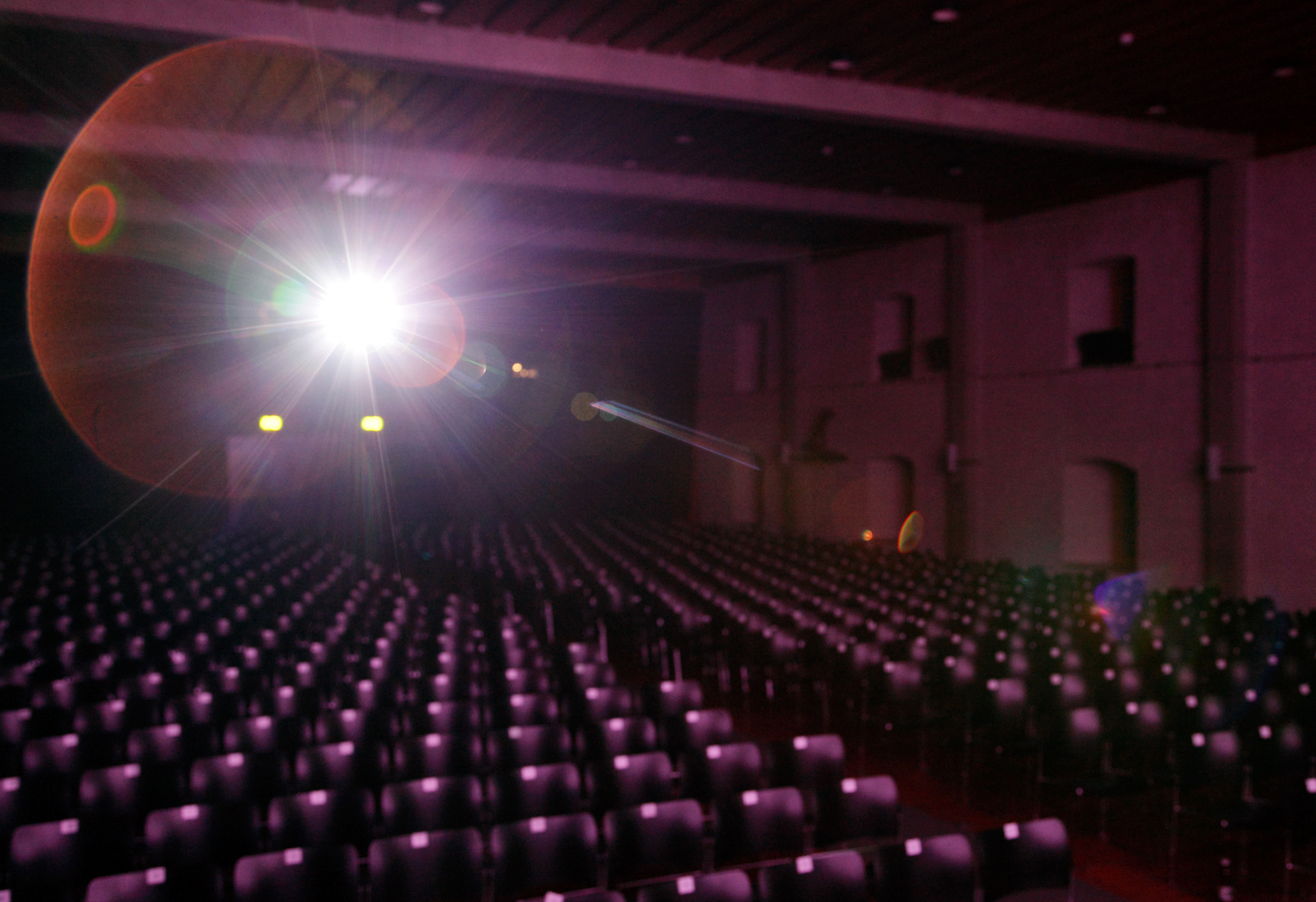
Les dernières préparations dans le Landhaus

### Programme annexe
Pendant les Journées de Soleure et en partenariat avec diverses institutions et associations cinématographiques suisses, un riche programme annexe est proposé, fait de réunions d’information, de projections spéciales réservées aux enfants, ainsi que de tables rondes et autres ateliers traitant de thèmes spécifiques et de dossiers liés à la culture cinématographique suisse et à l’économie du cinéma. Les questions et controverses du moment y sont abordées lors de débats qui s’adressent aux professionnels du cinéma et au public intéressé.
À relever en particulier la table ronde « Film Club », une institution, qui convie des critiques étrangers à débattre de films suisses récents.

## Prix et distinctions
De nombreux prix sont remis lors des Journées de Soleure. Ces récompenses sont destinées aux professionnels du cinéma et à leurs œuvres, mais elles distinguent aussi des personnalités qui, par leur action, ont contribué grandement au succès de la production cinématographique suisse. Tous les noms des lauréats sont cités sur le site Internet des Journées de Soleure.

### Prix de Soleure
D’un montant de 60 000 francs, le prix de Soleure a été attribué pour la première fois en 2009. Il récompense un long métrage suisse qui emporte l’adhésion par son humanisme et sa manière convaincante de le porter à l’écran. La commission de sélection des Journées de Soleure désigne chaque année cinq à dix films éligibles. Un jury renouvelé tous les ans choisit le film gagnant.

#### Premiers lauréats
| Année | lauréats                                                            |                    |
| ----- | ------------------------------------------------------------------- | ------------------ |
| 2009  | No More Smoke Signals                                               | Fanny Bräuning     |
| 2010  | Im Garten der Klänge (Nel giardino dei suoni)                       | Nicola Bellucci    |
| 2011  | Cleveland contre Wallstreet                                         | Jean-Stéphane Bron |
| 2012  | Vol spécial                                                         | Fernand Melgar     |
| 2013  | Der Imker                                                           | Mano Khalil        |
| 2014  | L’Escale                                                            | Kaveh Bakhtiari    |
| 2015  | Spartiates                                                          | Nicolas Wadimoff   |
| 2016  | Das Leben drehen – Wie mein Vater versuchte, das Glück festzuhalten | Eva Vitija         |
| 2017  | Die göttliche Ordnung                                               | Petra Volpe        |
| 2018  | Des moutons et des hommes                                           | Karim Sayad        |
| 2019  | Immer und ewig                                                      | Fanny Bräuning     |
| 2020  | À la recherche de l’homme à la caméra                               | Boutheyna Bouslama |

### Prix du public

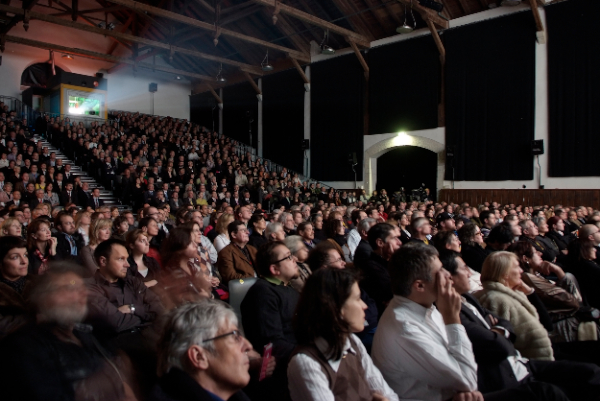
Le public vote pour son favori

Le PRIX DU PUBLIC est intégré aux Journées de Soleure depuis 2007. Le public choisit son coup de cœur parmi la dizaine de films nommés à l’affiche du programme du soir. D’une valeur de 20 000 francs, le PRIX DU PUBLIC est attribué conjointement par les sponsors principaux du festival, La Poste suisse et Swiss Life, en partenariat avec les Journées de Soleure.

#### Premiers lauréats
| Année | Lauréats                                           |                                      |
| ----- | -------------------------------------------------- | ------------------------------------ |
| 2007  | Vitus                                              | Fredi M. Murer                       |
| 2008  | Das Geheimnis von Murk                             | Sabine Boss                          |
| 2009  | Mama ist beim Friseur (Maman est chez le coiffeur) | Léa Pool                             |
| 2010  | Bödälä – Dance The Rhythm                          | Gitta Gsell                          |
| 2011  | Sommervögel                                        | Paul Riniker                         |
| 2012  | Die Wiesenberger – No Business like Show Business  | Bernard Werber et Martin Schilt      |
| 2013  | Des abeilles et des hommes                         | Markus Imhoof                        |
| 2014  | Neuland                                            | Anna Thommen                         |
| 2015  | Usfahrt Oerlike                                    | Paul Riniker                         |
| 2016  | Lina                                               | Michael Schaerer                     |
| 2017  | Docteur Jack                                       | Benoît Lange et Pierre-Antoine Hiroz |
| 2018  | Der Klang der Stimme                               | Bernard Werber                       |
| 2019  | Gateways to New York                               | Martin Witz                          |
| 2020  | Baghdad in my Shadow                               | Samir                                |

### Prix d'encouragement
Inaugurée en 2012, la section « Upcoming », qui réserve une place de choix aux jeunes cinéastes, place les nouveaux talents sous les feux de la rampe et détecte les nouvelles tendances, est assortie de trois compétitions.
Upcoming Talent: SUISSIMAGE/SSA – Prix de la relève : Les sociétés SUISSIMAGE/SSA (coopérative suisse pour les droits d’auteurs d’œuvres audiovisuelles/société suisse de gestion de droits d’auteur pour les œuvres dramatiques et audiovisuelles) ont fondé le prix de la relève, doté de 15 000 francs et remis par un jury de trois personnes au meilleur court métrage, ainsi que des Prix du public, d’un montant total de 10 000 francs, décernés aux meilleurs films d’animation.

#### Liste des gagnants du prix de la relève décerné au meilleur court métrage
| Année | Film                           | Réalisateur                         |
| ----- | ------------------------------ | ----------------------------------- |
| 2001  | Supernova                      | Bettina Oberli                      |
| 2002  | Swapped                        | Pierre Monnard                      |
| 2003  | Exit                           | Benjamin Kempf                      |
| 2004  | One Magic Evening              | François Yang                       |
| 2005  | Fledermäuse im Bauch           | Thomas Gerber                       |
| 2006  | Nach dem Fall                  | Marcel Wyss                         |
| 2007  | Nachtflattern                  | Carmen Stadler                      |
| 2008  | Icebergs                       | Germinal Roaux                      |
| 2009  | Niemand nicht weiss            | Severin Kuhn                        |
| 2010  | Le Deuil de la cigogne joyeuse | Eileen Hofer                        |
| 2011  | « Ronaldo »                    | Jan Mettler                         |
| 2012  | « La Noyée »                   | Vincent Weber                       |
| 2013  | « Un mundo para Raúl »         | Mauro Mueller                       |
| 2014  | « Wenn der Vorhang fällt »     | Maurizius Staerkle-Drux             |
| 2015  | « Abseits der Autobahn »       | Rhona Mühlebach                     |
| 2016  | « Nelson »                     | Juliette Klinke et Thomas Xhignesse |
| 2017  | « Martien »                    | Maxime Pillonel                     |
| 2018  | « Valet Noir »                 | Lora Mure-Ravaud                    |
| 2019  | « Bonobo »                     | Zoel Aeschbacher                    |
| 2020  | « Mama Rosa »                  | Dejan Barac                         |

#### Liste des gagnants des prix du public décernés aux meilleurs films d’animation
| Année | Film                                  | Réalisateur                                             |
| ----- | ------------------------------------- | ------------------------------------------------------- |
| 2001  | Ely & Nepomuk                         | Rafael Sommerhalder                                     |
| 2002  | Geranienfriede                        | Marcel Hobi                                             |
| 2003  | Gefangen                              | Michael Bolliger                                        |
| 2004  | Poldek                                | Claudius Gentinetta                                     |
| 2005  | « Herr Würfel »                       | Rafael Sommerhalder                                     |
| 2006  | « Une nuit blanche »                  | Maja Gehrig                                             |
| 2007  | « Mahlzeit »                          | Lynn Gerlach et Irmgard Walthert                        |
| 2008  | « The Bellringer »                    | Dustin Rees                                             |
| 2009  | « Signalis »                          | Adrian Flückiger und Claudia Röthlin                    |
| 2010  | « Frère Benoît »                      | Michel Dufourd                                          |
| 2011  | « Gipfel-Gig »                        | Bernhard Bamert et Lukas Egger                          |
| 2012  | « Borderline »                        | Dustin Rees                                             |
| 2012  | « Bon Voyage »                        | Fabio Friedli                                           |
| 2012  | « Gypeatus Helveticus »               | Marcel Barelli                                          |
| 2013  | « La nuit de l'ours »                 | Frédéric Guillaume et Samuel Guillaume                  |
| 2013  | « Im Unzusammenhang »                 | Nils Hedinger                                           |
| 2013  | « Der kleine Vogel und das Blatt »    | Lena von Döhren                                         |
| 2014  | « Vigia »                             | Marcel Barelli                                          |
| 2014  | « The Kiosk »                         | Anete Melece                                            |
| 2014  | « Patch »                             | Gerd Gockell                                            |
| 2015  | « Königin Po »                        | Maja Gehrig                                             |
| 2015  | « Message dans l'air »                | Isabelle Favez                                          |
| 2015  | « Aubade »                            | Mauro Carraro                                           |
| 2016  | « One, Two, Tree »                    | Yulia Aronova                                           |
| 2016  | « Das Leben ist hart »                | Simon Schnellmann                                       |
| 2016  | « Ivan's Need »                       | Veronica L. Montaño, Manuela Leuenberger et Lukas Suter |
| 2017  | « Analysis Paralysis »                | Anete Melece                                            |
| 2017  | « Au revoir Balthazar »               | Rafael Sommerhalder                                     |
| 2017  | « Novembre »                          | Marjolaine Perreten                                     |
| 2018  | « In a nutshell »                     | Fabian Friedli                                          |
| 2018  | « Airport »                           | Michaela Müller                                         |
| 2018  | « Der kleine Vogel und die Raupe »    | Lena von Döhren                                         |
| 2019  | « Kuap »                              | Nils Hedinger                                           |
| 2019  | « Dort änen am Berglein »             | Ines de Pellegrini                                      |
| 2019  | « Selfies »                           | Claudius Gentinetta                                     |
| 2020  | « Le dernier jour d’automne »         | Marjolaine Perreten                                     |
| 2020  | « Newspaper News »                    | Sophie Laskar-Haller                                    |
| 2020  | « Warum Schnecken keine Beine haben » | Aline Höchli                                            |

Upcoming Video Clips :
Les nominations au « Best Swiss Video Clip » sont dévoilées aux Journées de Soleure. Au festival m4music, en avril, un jury désigne le « Best Swiss Video Clip » et un Prix du public est aussi attribué. Le programme est une collaboration avec m4music, le festival pop du Pour-cent culturel Migros, et la FONDATION SUISA.
| Année | clips nommés pour le « Best Swiss Video Clips » | Band/artiste                   | Réalisateur                                     | Prix                           |
| ----- | ----------------------------------------------- | ------------------------------ | ----------------------------------------------- | ------------------------------ |
| 2006  | « Lulu »                                        | Tomazobi                       | David Fonjallaz                                 | Prix du public                 |
| 2007  | « I Ride My Horse to Death »                    | Tom Huber                      | Tobias Nölle                                    | Prix du public                 |
| 2008  | « Ah ah ah ah »                                 | Urban Junior                   | Marco Lutz                                      | Prix du public                 |
| 2009  | « Nacht »                                       | Breitbild                      | Simon Jaquemet                                  | Prix du jury                   |
| 2009  | « The Beat-Man Way »                            | Reverend Beat-Man              | Nella Lombardi, Adrian Winkler et Mario Winkler | Prix du public                 |
| 2010  | « One Up Down Left Right »                      | Rusconi                        | Jonas Meier et Mike Raths                       | Prix du jury et Prix du public |
| 2011  | « The Destroyed Room »                          | Rusconi                        | Jonas Meier et Mike Raths                       | Prix du jury                   |
| 2011  | « Bequem »                                      | HTC & Süde                     | Raphael Fischler                                |                                |
| 2012  | « Hailey Fought the Law »                       | Blanket                        | Piet Baumgartner                                | Prix du jury                   |
| 2013  | « Berlin »                                      | Modeselektor                   | François Chalet                                 |                                |
| 2013  | « Alice in the Sky »                            | Rusconi                        | Jonas Meier et Mike Raths                       |                                |
| 2013  | « Radioactivity »                               | Kyasma                         | Jean-Paul Frenay                                |                                |
| 2013  | « Mojo »                                        | Big Zis                        | August Blum                                     |                                |
| 2013  | « Walking with a Ghost »                        | Kadebostany                    | David Houncheringer                             | Prix du jury                   |
| 2014  | « Airplane Friendship »                         | Buvette                        | Simon Wannaz                                    | Prix du jury                   |
| 2014  | « Geld pflücka »                                | Milchmaa                       | Simon Küffer                                    |                                |
| 2014  | « Flowing »                                     | Evelinn Trouble                | Linnéa Racine                                   |                                |
| 2014  | « Würsch sie? »                                 | Uslender Production            | Haris Dubica                                    | Prix du public                 |
| 2014  | « You Are Awesome »                             | Camilla Sparksss               | Barbara Lehnhoff                                |                                |
| 2015  | « Into the Wild »                               | Bonaparte                      | Jonathon Lim                                    |                                |
| 2015  | « Osama Obama »                                 | Larytta                        | Julien Mercier                                  | Prix du jury                   |
| 2015  | « Countless Roads »                             | James Gruntz                   | Gregor Brändli                                  |                                |
| 2015  | « Solar Soliloquy »                             | Audio Dope                     | Garrick J. Lauterbach                           |                                |
| 2015  | « Du bisch willkomme »                          | Effe                           | Haris Dubica                                    | Prix du public                 |
| 2016  | « Décor »                                       | Stéphanie Blanchoud feat. Daan | Ursula Meier                                    |                                |
| 2016  | « Funeral March »                               | The Wedding Party Massacre     | Fabian Chiquet                                  |                                |
| 2016  | « Hashtag »                                     | Baschi                         | Haris Dubica                                    | Prix du public                 |
| 2016  | « Jung verdammt »                               | Lo & Leduc                     | Joder von Rotz                                  |                                |
| 2016  | « Through my Street »                           | Rio Wolta                      | Piet Baumgartner                                | Prix du jury                   |
| 2017  | « Landscape Escape »                            | Odd Beholder                   | Andrea Grambow et Joscha Kirchknopf             | Prix du jury                   |
| 2017  | « Gymnastique »                                 | Hecht                          | Stefan Buck et Philipp Morsche                  | Prix du public                 |
| 2017  | « Space Diaspora »                              | Oy                             | Moritz Reichartz                                |                                |
| 2017  | « Madzdâ »                                      | Aïsha Devi                     | Tianzhuo Chen                                   |                                |
| 2017  | « MeTube 2: August Sings Carmina Buranan »      | August Schram                  | Daniel Moshel                                   |                                |
| 2018  | « Hyenas on the Beach »                         | None of Them                   | Tobias Nölle                                    | Prix du jury                   |
| 2018  | « Brotherlove »                                 | Crimer                         | Nico Schmied                                    | Prix du public                 |
| 2018  | « Little Pig »                                  | Scarlett’s Fall                | Bastien Genoux                                  |                                |
| 2018  | « Mir händ ein Verein »                         | Min King                       | Sarah Hugentobler                               |                                |
| 2018  | « Opus Brain »                                  | Igorrr                         | Garrick J Lauterbach                            |                                |
| 2019  | « Catalan Heat »                                | Puts Marie                     | Simon Krebs                                     | Prix du jury                   |
| 2019  | « Mind Invaders »                               | Too Mad                        | Frederic Siegel, Kilian Vilim et Etienne Mory   | Prix du public                 |
| 2019  | « Joggeli »                                     | Trampeltier of Love            | Manuel Schüpfer                                 |                                |
| 2019  | « PTTFLR »                                      | Fabe Gryphin                   | Mei Fa Tan                                      |                                |
| 2019  | « Soft as Ice »                                 | All XS                         | Sebastian Vargas                                |                                |
| 2020  | « Au79 »                                        | Big Zis                        | Franzsika Schläpfer                             | Prix du jury                   |
| 2020  | « 17 Days »                                     | Annie Taylor                   | Bastien Bron, Laetitia Gauchat                  |                                |
| 2020  | « Beuteltier »                                  | Panda Lux                      | Gregor Brändli                                  |                                |
| 2020  | « Diamonds »                                    | Yao Bobby & Simon Grab         | Tillo Spreng, Tobias Kubli                      |                                |
| 2020  | « New Age »                                     | Moes Anthill                   | Sarah Hugentobler                               |                                |

Upcoming Lab : « Upcoming Lab » s’adresse aux diplômés des hautes écoles de cinéma. Le programme donne la possibilité aux jeunes de la relève de discuter de leurs projets de futur film avec des représentants de la branche. Deux des projets choisis reçoivent chacun une contribution au développement d’un montant de 5000 francs.

### Nuits des nominations
→ L'article : Prix du cinéma suisse
Lors de la « Nuit des nominations », l’Office fédéral de la culture dévoile la liste des nominations en lice pour le Prix du cinéma suisse. Les membres de l’Académie du cinéma suisse, fondée par les associations professionnelles en 2008 et présidée actuellement par le réalisateur Christian Frei, peuvent visionner les films participant à la compétition dans l’Academy Lounge ou dans les salles et font leur choix à bulletin secret. Les nominations (réparties en 12 catégories) sont divulguées lors de la « Nuit des nominations ».
Depuis 2009, la cérémonie de remise des Prix n’a plus lieu à Soleure mais en alternance à Zurich et Genève deux mois plus tard environ.

### Prix d'honneur
Le « Prix d'honneur » (offert par les communes du district de Wasseramt) est attribué depuis 2002. Il récompense une personnalité suisse qui s’est distinguée par les services particuliers qu’elle a rendus à la culture cinématographique suisse. Le Prix est doté de 10’000 francs. Le lauréat est choisi sur proposition de la commission de sélection des Journées de Soleure.

#### Premiers lauréats
| Année | Lauréats                                                                                           |
| ----- | -------------------------------------------------------------------------------------------------- |
| 2003  | Erich Langjahr, scénariste, réalisateur, opérateur, producteur et prêteur                          |
| 2004  | Hugues Ryffel, opérateur                                                                           |
| 2005  | Freddy Buache, fonction de médiation du cinéma suisse en tant que réalisateur et critique de films |
| 2006  | Renato Berta, opérateur                                                                            |
| 2007  | David Streiff, gestion du patrimoine culturel                                                      |
| 2008  | Matthias Kälin, opérateur                                                                          |
| 2009  | Ilona Stamm, loyer Stamm Film                                                                      |
| 2010  | Carlo Varini, opérateur                                                                            |
| 2011  | Françoise Deriaz, rédactrice en chef Ciné-Bulletin                                                 |
| 2012  | Christian Schocher, réalisateur et exploitant de cinéma                                            |
| 2013  | Beki Probst, exploitante de cinéma                                                                 |
| 2014  | Martine Felber, cheffe-Maquilleuse de Cinéma                                                       |
| 2015  | Francine Pickel et Vincent Adatte, Zauberlaterne                                                   |
| 2016  | Antoine Jaccoud, scénariste                                                                        |
| 2017  | Tiziana Soudani, productrice                                                                       |
| 2018  | Susanne Jauch, scénariste                                                                          |
| 2019  | Giorgia De Coppi, assistante réalisateur                                                           |
| 2020  | Bea Cuttat, distributrice                                                                          |

### PRIX SWISSPERFORM – pour acteurs/actrices
Le Prix du téléfilm suisse récompense des acteurs et des actrices suisses pour leur interprétation dans un rôle principal et un second rôle dans une production télévisuelle suisse. Chacune des quatre catégories est dotée de 10 000 francs. Le prix, institué par SWISSPERFORM, est décerné par un jury formé de représentants de SWISSPERFORM et des Journées de Soleure.
Les Prix du film de télévision suisse sont décernés depuis 2001 et l’ont été en 2019 pour la neuvième fois à l’occasion des Journées de Soleure.

#### Premiers lauréats
| Année | Lauréats                                        |                                                               |
| ----- | ----------------------------------------------- | ------------------------------------------------------------- |
| 2011  | Markus Fischer (Snakefilm GmbH) et Stefan Jäger | pour le film Hunkeler und der Fall Livius                     |
| 2012  | Lea Hadorn                                      | rôle principal féminin dans Liebe und andere Unfälle          |
| 2012  | Roland Vouilloz                                 | rôle principal masculin dans la série CROM                    |
| 2012  | Marina Golovine                                 | rôle secondaire féminin dans la série CROM                    |
| 2012  | Peter Wyssbrod                                  | rôle secondaire masculin dans Mord hinterm Vorhang            |
| 2013  | Marie Leuenberger                               | rôle principal féminin dans Hunkeler und die Augen des Ödipus |
| 2013  | Peter Freiburghaus                              | rôle principal masculin dans Nebelgrind                       |
| 2013  | Virginie Meisterhans                            | rôle secondaire féminin dans L’Heure du secret                |
| 2013  | Herbert Leiser                                  | rôle secondaire masculin dans Der Teufel von Mailand          |
| 2014  | Barbara Terpoorten-Maurer                       | rôle principal féminin dans Der Bestatter                     |
| 2014  | Jonathan Loosli                                 | rôle principal masculin dans Dinu                             |
| 2014  | Florence Quartenoud                             | rôle secondaire féminin dans Port d’attache                   |
| 2014  | Leonardo Nigro                                  | rôle secondaire masculin dans Oro verde                       |
| 2015  | Véronique Reymond                               | rôle principal féminin dans A livre ouvert                    |
| 2015  | Joel Basman                                     | rôle principal masculin dans Ziellos                          |
| 2015  | Wanda Wylowa                                    | rôle secondaire féminin dans Der Hamster                      |
| 2015  | Nicola Perot                                    | rôle secondaire masculin dans Der Hamster                     |
| 2016  | Rabea Egg                                       | rôle principal féminin dans Lina                              |
| 2016  | Imanuel Humm                                    | rôle principal masculin dans Verdacht                         |
| 2016  | Claude-Inga Barbey                              | rôle secondaire féminin dans Anomalia                         |
| 2016  | Antoine Monot Jr.                               | rôle secondaire masculin dans Tatort: Ihr werdet gerichtet    |
| 2017  | Noémie Schmidt                                  | rôle principal féminin dans La lumière de l’espoir            |
| 2017  | Pasquale Aleardi                                | rôle principal masculin dans Gotthard                         |
| 2017  | Liliane Amuat                                   | rôle secondaire féminin dans Lotto                            |
| 2017  | Mike Müller                                     | prix spécial pour le rôle principal Der Bestatter             |
| 2018  | Stephanie Japp                                  | rôle principal féminin dans Private Banking                   |
| 2018  | Marcus Signer                                   | rôle principal masculin dans Wilder                           |
| 2018  | Anna Schinz                                     | rôle secondaire féminin dans Private Banking                  |
| 2018  | Karim Barras                                    | rôle secondaire masculin dans Banking District                |
| 2019  | Anna Pieri                                      | rôle principal féminin dans Double vie                        |
| 2019  | Thibaut Evrard                                  | rôle principal masculin dans Double vie                       |
| 2019  | Beat Marti                                      | rôle secondaire masculin dans Amur senza fin                  |
| 2019  | Annina Euling                                   | prix spécial pour le rôle principal Weglaufen geht nicht      |
| 2020  | Lorena Handschin                                | rôle principal féminin dans Nr. 47                            |
| 2020  | Roland Vouilloz                                 | rôle principal masculin dans Helvetica                        |
| 2020  | Manuela Biedermann (de)                         | rôle secondaire féminin dans Wilder                           |
| 2020  | Stefan Kurt                                     | prix spécial pour Aus dem Schatten – eine Zeit der Hoffnung   |

### Prix Pathé – Prix de la critique de cinéma
Depuis 2006, le « Prix Pathé – Prix de la critique de cinéma » récompense des journalistes spécialisés pour la qualité de leurs contributions consacrées au cinéma suisse d‘aujourd‘hui. Le Prix est doté par les sociétés Pathé Suisse et Pathé Films SA. De 2006 à 2018, il a été remis lors d‘une cérémonie organisée dans le cadre des Journées de Soleure.

#### Premiers lauréats, catégorie «presse écrite»
| Année | Lauréats                                         | |
| ----- | ------------------------------------------------ | --- |
| 2006  | Antoine Duplan                                   | article Regarder la mort en face à propos du film Exit de Fernand Melgar (L’Hebdo, 1er septembre 2005)                                     |
| 2007  | Alexandra Stäheli                                | critique du film Edelmiezen erstarren im Design à propos du film Nachbeben de Stina Werenfels (NZZ, 3 mars 2006)                           |
| 2008  | Matthias Lerf                                    | critique du film Jenseits und todlustig à propos du film Sieben Mulden und eine Leiche de Thomas Hämmerli (Sonntags Zeitung, 25 mars 2007) |
| 2009  | Martin Walder                                    | critique du film Szenen einer Ehe à propos du film Giorni e nuvole de Silvio Soldini (NZZ am Sonntag, 30 mars 2008)                        |
| 2010  | Christoph Egger                                  | critique du film Ein kurzer Sommer der Anarchie à propos du film Home de Ursula Meier (NZZ, 19 février 2009)                               |
| 2011  | Christian Jungen                                 | critique du film Bitte mehr Mut und Haltung (NZZ am Sonntag, 17 janvier 2010)                                                              |
| 2012  | Flurin Fischer                                   | critique du film Godards göttliche Komödie à propos du film Film Socialisme von Jean-Luc Godard (Bündner Tagblatt, 3 décembre 2010)        |
| 2013  | Florian Keller                                   | essai sur le film Ein Land von Schissfilmern (Das Magazin, 14 janvier 2012)                                                                |
| 2014  | Mathieu Loewer                                   | dossier du film L’expérience Blocher (Le Courrier, 14 août 2013)                                                                           |
| 2015  | Christoph Schneider                              | Ins Gebirge und anderswohin, ein Nachruf auf den Filmemacher Peter Liechti (Tages-Anzeiger, 8 avril 2014)                                  |
| 2016  | Pascal Blum                                      | « Einer, der bleibt », Portrait du cinéaste Christian Schocher, (Tages-Anzeiger, 21 août 2015)                                             |
| 2017  | Simon Spiegel                                    | « Die Dramaturgie des Realen », essai sur le film « Electroboy », (Filmbulletin, No. 4/2016)                                               |
| 2018  | Antoine Duplan, Stéphane Gobbo und Sylvie Bonier | dossier du film L’Opéra de Paris (Regie: Jean-Stéphane Bron), (Le Temps, 8 avril 2017)                                                     |

#### Premiers lauréats catégorie, «médias électroniques»
| Année | Lauréats                          | |
| ----- | --------------------------------- | --- |
| 2010  | Michael Sennhauser                | critique du film Maman est chez le coiffeur de Léa Pool (DRS2aktuell, 8 avril 2009) |
| 2011  | Daniel Hürlimann (1968–2011)      | Contribution radio sur le tournage du film Lionel de Mohammed Soudani (dans Geronimo, Radio Svizzera Rete Due, 11 décembre 2009)                                                              |
| 2012  | Brigitte Häring                   | contribution radio Filmischer Einblick ins Teenie-Dasein sur les films Romans d’ados de Béatrice Bakhti et Mit dem Bauch durch die Wand de Anka Schmid (dans Reflexe, DRS2, 1er février 2011) |
| 2013  | Lisa Röösli                       | contribution télévisée Thorberg sur le film Thorberg de Dieter Fahrer (dans Kulturplatz, SRF1, 29 août 2012)                                                                                  |
| 2014  | Vincent Kucholl & Vincent Veillon | contribution satirique au cinéma suisse (dans 120 secondes, Couleur 3, 25 janvier 2013 und 24 mai 2013)                                                                                       |
| 2015  | Simone Meier                      | Der Goalie bin ig hat mehr Zuschauer als Brad Pitt und Tom Cruise (watson.ch, 12 mars 2014)                                                                                                   |
| 2016  | Raphaële Bouchet                  | critique du film La Vanité (Regie: Lionel Baier), (Espace 2, 1er octobre 2015) |
| 2017  | Rafael Wolf                       | critique du film Un Juif pour l'exemple, (Twitter, 15 septembre 2016) |

## Organisation

### Société suisse des Journées de Soleure
Fondée en 1967, la « Société suisse des Journées de Soleure » (SSJS) est l’organisation qui patronne les Journées de Soleure. Confessionnellement et politiquement neutre, sans but lucratif, la SSJS, dont le siège est à Soleure, a pour but l’organisation des Journées de Soleure et l’amélioration de l’image du film suisse dans le public. Elle dénombre aujourd’hui quelque 520 membres.

### Commission de sélection
La commission de sélection se compose de membres du comité directeur des Journées de Soleure et de spécialistes externes représentant la branche du cinéma. Ces derniers sont désignés tous les deux ans et proviennent si possible des quatre régions linguistiques du pays. La commission de sélection est présidée par la directrice des Journées de Soleure et répond de la sélection du programme « Panorama Suisse ».